# Giro dvojno izginjajoč rombiikozidodekaeder
| Giro dvojno izginjajoč rombiikozidodekaeder | Giro dvojno izginjajoč rombiikozidodekaeder               |
| ------------------------------------------- | --------------------------------------------------------- |
|                                             |                                                           |
| Vrsta                                       | Johnsonovo telo J81-J82-J83                               |
| Stranske ploskve                            | 10 trikotnikov 20 kvadratov 10 petkotnikov 2 desetkotnika |
| Oglišča                                     | 50                                                        |
| Robovi                                      | 90                                                        |
| Konfiguracija oglišča                       | 10.2(4.5.10) 5x2(3.(42.5) 4+8.2(3.4.5.4)                  |
| Grupa simetrije                             | Cs                                                        |
| Dualni polieder                             | -                                                         |
| Lastnosti                                   | konveksen                                                 |
| mreža telesa                                |                                                           |

Giro dvojno izginjajoč rombiikozidodekaeder (tudi giro dvakrat zmanjšan rombiikozidodekaeder) je eno izmed Johnsonovih teles (J82).
V letu 1966 je Norman Johnson (rojen 1930) imenoval in opisal 92 Johnsonovih teles.